# Gio-Key-Board

Textverarbeitung mit Anlaut-Tastatur

Gio-Key-Board bzw. GioKeyBoard ist ein sprechendes Schreibprogramm mit Anlauttastatur für Kinder.

## Programmbeschreibung
Gio-Key-Board ist eine frei definierbare multimediale Anlauttastatur mit eingebautem Schreibprogramm. Die virtuelle Tastatur für Abc-Schützen eignet sich besonders zum Lesen- und Schreiben-Lernen (Schriftspracherwerb).

### Textverarbeitung für Kinder
Die Tastatur mit Anlauttabellen-Charakter kann wahlweise mit externen Textverarbeitungsprogrammen oder mit der eingebauten „sprechenden Text-Verarbeitung“ genutzt werden. Buchstaben und Anlaut-Beispiele (z. B.: „A“ – „Ameise“) werden in dieser sprachlich oder sprachsynthetisch wiedergegeben. Buchstaben, Worte und Texte können vorgelesen, buchstabiert oder mit dem Audiorecorder aufgenommen werden. Wörter oder Textbausteine können auch über das „sprechende Wörterbuch“ in den Text eingefügt werden. Daneben verfügt das Programm über verschiedene Lückentext-Funktionen und über eine Ispell-Rechtschreibprüfung.

### Kindertastatur (Anlauttastatur)
Die Eingabetastatur des Programms ist individuell und multilingual anpassbar. Tastaturlayouts (eine bis 450 Tasten) der Anlauttastatur, Tasten-Belegungen (mit Buchstaben, Sonderzeichen, Textbausteinen, Shortcuts usw.), Anlautbilder, Tastengrößen, Sprachausgaben, Sounds, Schriftarten, Farben usw. sind frei definierbar. Auch HTML-Dateien (mit Bildern, Imagemaps, Links, Tabellen usw.) können als Tastaturlayouts eingesetzt werden. Tastenbilder, Texteditor und Tastatur können jeweils ein- und ausgeblendet werden. Das Schreibprogramm und die Anlauttastatur können darüber hinaus mit mehr als 100 Einstellungsoptionen den individuellen Bedürfnissen angepasst werden.

## Technische Details
Die Programmoberfläche ist mehrsprachig (Standard: deutsch und englisch). Durch das Einbinden entsprechender Sprachdateien ist das Programm für weitere Sprachen (italienisch, französisch, spanisch usw.) verfügbar.
Die Software läuft ab Windows 95.

## Zielgruppe
Gio-Key-Board kann den Erstlese- und Schreib-Unterricht unterstützen, phonologische Bewusstheit fördern, Schreibmotivationen schaffen und freies Schreiben fördern.
Geeignet ist das Programm für Vorschul-, Kindergarten- und Grundschul-Kinder. Menschen mit Behinderung können mit nur einer einzigen Tastatur- oder Maus-Taste oder mit einem Joystick bzw. Gamepad Texte schreiben.